# Manchmal möchte man fliegen
 Manchmal möchte man fliegen ist ein Dokumentarfilm des DEFA-Studios für Dokumentarfilme von Gitta Nickel aus dem Jahr 1981.

## Handlung
Es beginnt mit einem Blick auf die Alt-Marzahner Idylle und dessen Bewohner, oft aus Familien, die hier seit Generationen ansässig sind, nah an Berlin und doch auch schon weit weg, und die gar nicht begeistert sind, dass sie nun umstellt werden von Hochhäusern oder sogar sich in den zum Teil bevorstehenden Abriss ihrer Hauser fügen müssen, und denen es auch leid tut um gutes Acker- und Gartenland, das verlorengeht.
Dann wird eine Jugendbrigade auf der Großbaustelle für Wohnungsbau in Berlin-Marzahn gezeigt, die im Mittelpunkt des Films steht. Und zwar nicht auf eine, die besonders vorbildlich ist, sondern auf eine, die an ihrer Taktstraße 13 weniger gut vorankommt als es anderswo der Fall ist. Leiter dieser Brigade ist der sympathische energisch und parteilich handelnde Brigadier Detlev Lademann. Dieser Berliner ist in seiner Stadt mehrmals umgezogen, über mehrere Hinterhauswohnungen, Vorderhauswohnungen und bewohnt jetzt eine Neubauwohnung, die er selbst mit gebaut hat. Als Brigadier hat er nicht nur Probleme der Organisation zu lösen, auch die Arbeit mit den Menschen ist wichtig. Es ist nicht immer leicht, die Vorgaben zu erfüllen. In seiner personell unterbesetzten Brigade sind nur junge, zum Teil unerfahrene Kollegen, die Materiallieferungen entsprechen oft nicht den Erfordernissen. Von der Betriebsleitung werden sie aber für die Nichterfüllung der geforderten Leistungen verantwortlich gemacht.
Es wird gezeigt, wie die jungen Leute leben und arbeiten, und genau hingehört, was sie zu sagen haben. Sie nehmen dabei kein Blatt vor den Mund, wenn es etwa um Kollegen geht, die nur mehr Geld als in ihren Heimatorten nach Marzahn lockte, die aber nicht so richtig mitarbeiten wollen, oder wenn sie davon reden, dass es mit der Arbeitsorganisation doch oft nicht so klappt, wie es eigentlich sollte. Auch Einblicke in ihr Privatleben werden nicht ausgeschlossen.
Das Schlussbild, zeigt eine eindrucksvolle Neubaulandschaft, mit blühenden Blumen im Bildvordergrund.

## Produktion
Manchmal möchte man fliegen  wurde von der Künstlerischen Arbeitsgruppe „effekt“ auf ORWO-Color gedreht und hatte am 22. November 1981 auf der Internationalen Leipziger Dokumentar- und Kurzfilmwoche für Kino und Fernsehen seine erste öffentliche Aufführung. Die festliche Uraufführung fand am 10. März 1983 im Berliner Kino Babylon im Rahmen des Programms der Studiotheater der DDR statt.
Von offizieller Seite der DDR hieß es kritisch, sie (Gitta Nickel) habe wohl die „falsche“ Brigade porträtiert. Überliefert ist auch der Spruch von Kurt Hager beim Verlassen der Aufführung zur Abnahme des Films: „Diesmal lassen wir sie noch fliegen, nächstes Mal fliegt sie“.
In dem 1999 von Gitta Nickel gedrehten Dokumentarfilm Die da in der Platte – Geschichten aus Marzahn sind mehrere Mitwirkende dieses Films dabei.

## Kritik
Volker Weidhaas schrieb in der Berliner Zeitung, dass dieser Film über eine nicht schlagzeilenträchtige Jugendbrigade als sachkundig, genau, konkret, problembewusst, polemisch, nicht ohne Humor, doch mit dem nötigen Ernst gedreht, einzuschätzen ist.

## Auszeichnungen
- 1981: Silberne Taube (Internationale Leipziger Dokumentar- und Kurzfilmwoche für Kino und Fernsehen)